# Herstellererklärung
Der Begriff Herstellererklärung wurde von der nicht mehr aktuellen Maschinenrichtlinie 98/37/EG des Europäischen Parlaments und des Rates vom 26. Juni 1998 für eine Sonderform einer Erklärung für nicht verwendungsfertige Maschinenkomponenten verwendet. Diese Erklärung enthielt keine Konformitätsaussage, sondern musste nach Anhang IIB der Richtlinie den Hinweis enthalten, dass die Inbetriebnahme der Maschine oder Anlage, in die diese Komponente eingebaut wurde, solange untersagt ist, bis die Konformität mit der Richtlinie festgestellt ist.
In der Neufassung der Maschinenrichtlinie (2006/42/EG vom 17. Mai 2006) wurde die Herstellererklärung rechtsverbindlich seit dem 29. Dezember 2009 durch eine Einbauerklärung ersetzt.